# Lee Han-sup
Lee Han-sup (30 aprile 1966) è un ex arciere sudcoreano.

## Palmarès
- Giochi olimpici

Seoul 1988: oro nella gara a squadre.